# Oheň

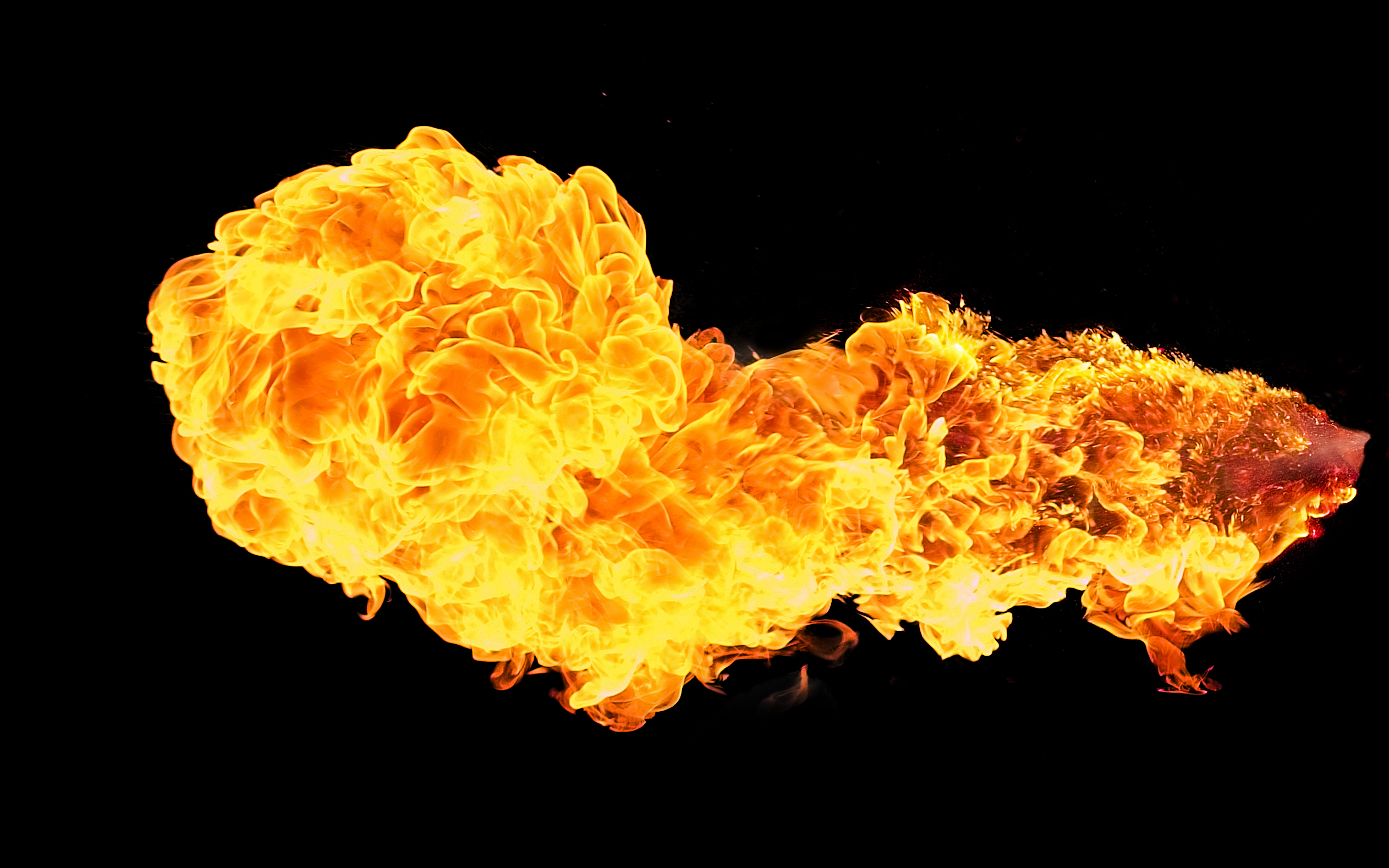
Plamen ohně

Oheň je forma hoření. Většinou se tak označuje kombinace světla a velkého množství tepla, které se uvolňuje při rychlé a samoudržující se exotermické oxidaci hořlavých plynů, které se uvolňují z paliva (fosilního, nebo obnovitelného zdroje energie) – hoření. Teplo a světlo je vytvářeno plameny, které se pohybují nad palivem.
Předpokladem vzniku ohně je palivo, oxidant (například kyslík ze vzduchu) a zahřátí paliva na bod vznícení.
Oheň se zažehne, pokud je hořlavá látka vystavena teplu nebo jinému zdroji energie. Tím pádem je tlak ohně větší dole než nahoře. Později se sám udržuje díky teplu, které produkuje. Uhasíná, pokud vyhoří všechno palivo, výrazně poklesne teplota paliva anebo když se k ohni již nedostane kyslík.
Při srovnání s požárem je oheň definován jako lidmi řízené, předem plánované a kontrolované hoření, ohraničené určitým prostorem.

## Plamen

Plamen svíčky

Plamen je viditelná oblast hořících plynů nebo par. Z jeho barvy a svítivosti lze usuzovat na druh spalované látky a na dokonalost spalování.
- Temně žlutý čadivý plamen – vzniká při nedokonalém spalování organických látek s vysokým obsahem uhlíku (např. volně rozlitá nafta, guma, acetylen z autogenu bez přidání kyslíku). Uhlík se nestačí spalovat a uvolňuje se ve formě sazí. Teplota plamene je výrazně nižší než u dokonalého spalování.
- Žlutý svítivý plamen – pokud se do sloupce hořících plynů organické látky dostává více kyslíku ze vzduchu než v předchozím případě, částečky uhlíku se rozžhaví do žluta a svítí (plamen svíčky). Těsně nad viditelnou částí pak v přebytku vzduchu shoří, takže nedochází k vývinu sazí. V této neviditelné části plamene je nejvyšší teplota.
- Bílý svítivý plamen – pokud se technickými opatřeními zajistí ještě dokonalejší přístup vzduchu k plameni (cylindr petrolejové lampy), zvýší se teplota, částečky uhlíku se rozžhaví doběla a svítí mnohem intenzivněji.
- Modrý nesvítivý plamen – u uhlíkatých organických látek jej lze pozorovat při dokonalém spalování v přebytku vzduchu nebo čistého kyslíku (plamen plynového sporáku, laboratorního Bunsenova kahanu s otevřenou vzduchovou clonkou, správně seřízené benzinové letlampy, acetylen s kyslíkem při autogenním svařování). Částečky uhlíku nesvítivě shoří ještě uvnitř plamene. Nesvítivý plamen dokonalého spalování má velmi vysokou teplotu s maximem těsně nad vrcholem vnitřního modrého kužele.
- Modrý plamen bezuhlíkatých látek nebo látek s nízkým obsahem uhlíku – např. hořící vodík, síra, oxid uhelnatý, částečně ethanol (plamen modrý do žluta) apod.

V typickém plameni svíčky lze rozlišit několik pásem. Zcela uvnitř plamene (kolem knotu) je teplota velmi nízká. Je to pásmo zplynovací, ve kterém se roztavený parafín teplem mění v páry. V této oblasti tedy ještě nic nehoří. Kolem tohoto pásma nastává mísení par parafínu se vzduchem a zapálení hořlavé směsi. Tato část plamene má redukční účinky, protože je v ní přebytek uhlíku. Jeho rozžhavené částečky žlutě svítí. Poslední vnější pásmo plamene má nejvyšší teplotu, ale je neviditelné. Je to oxidační pásmo s přebytkem kyslíku ze vzduchu. Uhlíkové částečky se zde spalují na oxid uhličitý.
Různé fáze hoření lze pěkně pozorovat na tábornickém ohýnku. Z přiloženého nevysušeného polínka se nejprve vypařují vodní páry. Když se dřevo vysuší a prohřeje, vzplanou čadivým plamenem pryskyřičné části s vysokým obsahem uhlíku ve smole. Na různých místech z praskajícího polínka vystaveného žáru ohniště vyrážejí dýmající hořlavé plyny, které vznikají tepelným rozkladem dřevní hmoty. Tyto plyny se zapalují a hoří svítivým žlutým plamenem. Když se dřevo z větší části rozloží a těkavé plyny vyhoří, začne plamen přecházet do modrého zbarvení. Je to způsobeno tím, že ve zbývajícím rozžhaveném dřevěném uhlí dochází k redukci spalováním vzniklého oxidu uhličitého na oxid uhelnatý. Ten hoří namodralým plamenem.
Některé chemické prvky a jejich sloučeniny charakteristicky zbarvují nesvítivý plamen laboratorního kahanu:
- sodík – sytě žlutě
- draslík – fialově
- vápník – cihlově červeně
- měď – modro zeleně
- lithium – purpurově červeně
- stroncium – karmínově červeně
- baryum – zeleně
- antimon – modře

Toho se využívá jak při jednoduchých předběžných analýzách neznámé látky, tak při náročnějších a přesnějších analytických postupech spektroskopie, jakož i v ohněstrůjství (barevné bengálské ohně, rakety, světlice).

## Využití ohně

Způsob rozdělávání ohně třením

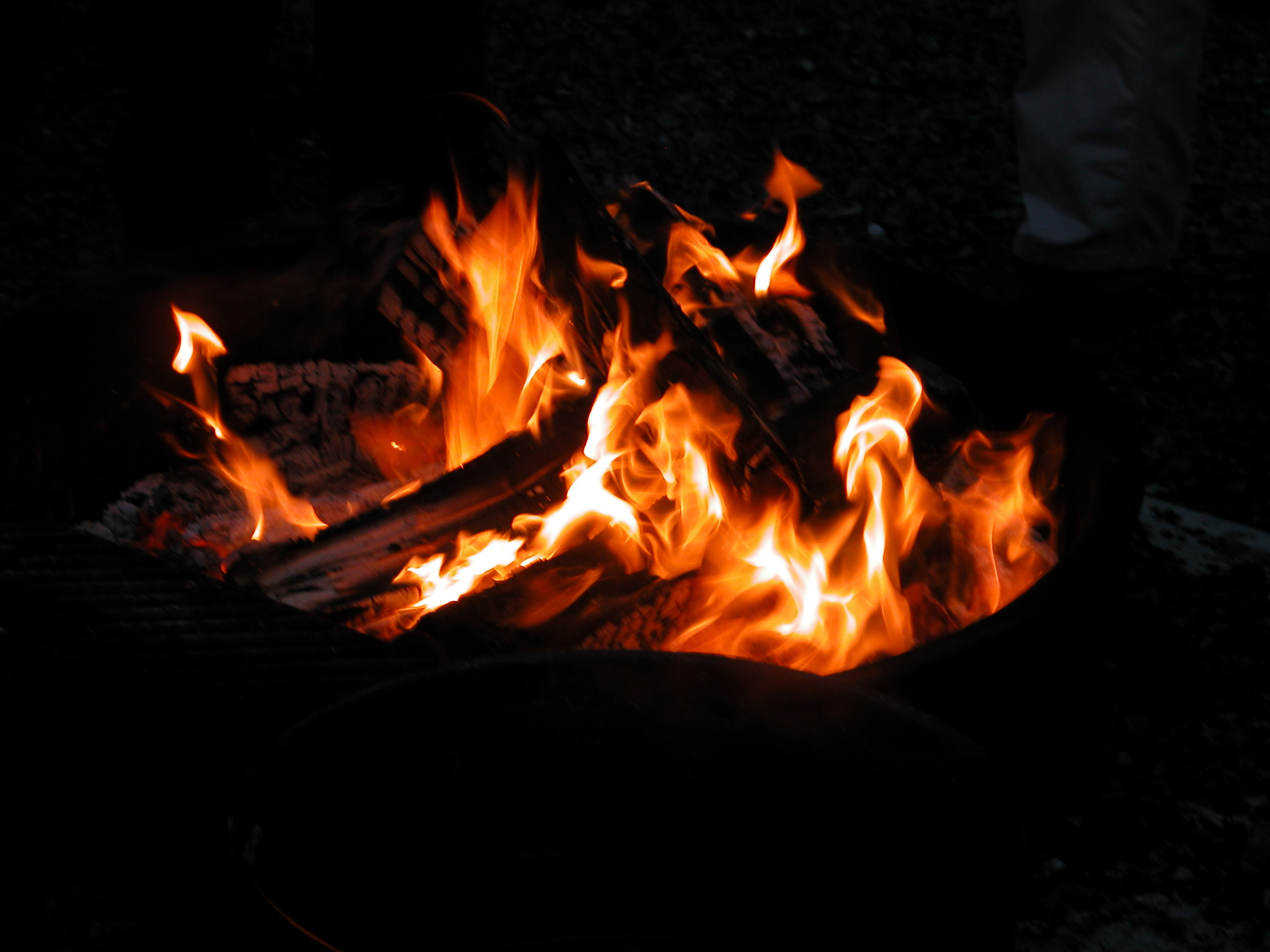
Ohniště

S ohněm se člověku dostala do ruky první obrovská síla, s jejíž pomocí začal měnit tvář země. Oheň byl předchůdci moderního člověka využíván snad od doby před přibližně 1,5 miliónem let, spíše ale až před 1 miliónem let či později. (Izraelská studie prokázala, že pravěcí lidé dokázali umístit ohniště v jeskyních tak, aby vytvářela minimum kouře.)
Historicky sloužil oheň především jako zdroj tepla, světla a jako ničivá síla ve vojenství. Už před desetitisíci let byl též využíván ke žďáření.
Oheň poskytuje lidem i nadále rozmanité služby:
- může být zdrojem tepelné energie chránící před chladem nebo využívané ve výrobních procesech
- zůstává jednoduchým zdrojem světla (jednoduchá osvětlovací tělesa používající otevřený oheň: pochodeň, louče, olejová lampa, svíčka, petrolejová lampa, plynová lampa)
- slouží při rituálních a společenských příležitostech (obřady, různé užití svíček, táborové a besední ohně atd.)

## Oheň v kultuře
O ohni se vypráví mnoho příběhů, jak přišel k lidem, např.: 
- Řecký básník Hésiodos vypráví, že Zeus vzal oheň lidem za trest. Ale přítel lidí, mazaný Prométheus, bohům oheň vzal a donesl ho lidem v rákosové trubici, podle jiné verze ve fenyklovém stonku. Podle jedné z verzí vzal oheň z nebes, když zapálil pochodeň o sluneční kotouč, podle druhé jej ukradl Héfaistovi.[5][6]
- Čerokiové vyprávějí, že uhodil blesk do stromu na ostrově a lidé, kteří se chtěli zahřát, se pro oheň nemohli dostat. Zvířata chtěla oheň přinést, ale všechna se jen popálila a umazala. Až vodní pavouk, který uměl běhat po vodě i potápět se, si upletl misku z vlákna, připevnil si ji na záda a v ní přinesl žhavý uhlík.[7]

Odepření vody a ohně (Aquae et ingnis interdictio) patřilo v antickém Římu k trestům za těžší zločiny. V principu se jednalo o zákaz poskytnou takovému psanci přístřeší a jídlo.
Starověké a středověké národy považovaly oheň za jeden ze čtyř základních živlů, k nimž patří ještě voda, země a vzduch. Tvůrci teorie živlů byli v Evropě staří Řekové. Tradičně je za jejího původce označován svérázný mudrc Empedoklés z Akragantu. Ve své písni zpívá o tom, že svět je složen ze čtyř božských „kořenů“ (rhizómata), které lze ztotožnit se živly a které se spolu mísí vlivem Lásky (Filié) a rozlučují se vlivem Sváru (Neikos). O vzniku živlů z čiré nerozlišenosti prostoru (chóra) skládáním ideálních trojúhelníků do čtyř z pěti tzv. „dokonalých těles“ (čtyřstěn – oheň, krychle – země, osmistěn – vzduch, dvacetistěn – voda) a o složení viditelného světa a bytostí z živlů pojednává Platónův dialog Timaios. Aristotelés určuje každý ze živlů podle dvou taktilních kvalit (hmatových vlastností): Oheň (PÝR) je teplý a suchý, vzduch (AÉR) je teplý a vlhký, voda (HYDÓR) je studená a vlhká, země (GÉ) je studená a suchá. Výhodou aristotelského modelu je možnost změny jedné nebo obou kvalit – tedy možnosti proměny každého živlu v ostatní tři bez mezistupně. Tak může Aristotelés vysvětlit např. sublimaci. Aristotelův žák Theofrastos napsal o ohni celý spis, z něhož se zachovaly zlomky. V něm například popisuje, z jakého dřeva ze vyrábějí zápalná dřívka (vrtidlo je nejlepší z vavřínu nebo břečťanu a lůžko třeba z lípy).
Nutno podotknout, že staří[ujasnit] předpokládali oheň všude tam, kde se vyskytovalo světlo nebo teplo. Z ohně jsou hvězdy, slunce, oheň je záhadně přítomen v pazourku a křemeni, blesk je úžasným případem ohně stejně jako činné sopky.

### Oheň dnes
Fascinace ohněm přetrvala dodnes, nejen u domorodých kmenů, ale v hojné míře se objevuje i v moderní společnosti. Mnoho lidí po celém světě se zabývá nejen jeho praktickým využitím, ale také jako formou uměleckého vyjádření. S tímto fenoménem se setkáváme napříč kulturami po celé Zemi. S ohněm často tančí břišní tanečnice, ohnivé efekty jsou k vidění na mnoha hudebních koncertech a v neposlední řadě se vždy potěšíme pohledem na vzdušné ohnivé představení v podobě ohňostroje.
V mnoha zemích existují amatérské i profesionální spolky představující své umění na veřejnosti zabývající se Ohnivým představením (fireshow). V České republice mezi takové skupiny patří Pa-li-Tchi či Pyroterra.